# آرادو اس‌دی ۳
آرادو اس‌دی ۳ (به انگلیسی: Arado_SD_III) یک هواگرد از نوع هواپیمای جنگنده ساخت شرکت آرادو فلوکتسایک‌ورک در آلمان است. هواگرد آرادو اس‌دی ۳ نخستین پروازش را در ۱۹۲۹ میلادی انجام داد. در مجموع، تعداد ۱ فروند از این هواگرد ساخته شده‌است.
طراح این هواگرد، والتر رتل مهندس آلمانی بود.